# Anderssenova hra
Anderssenova hra (ECO A00) je nepravidelné šachové zahájení zavřených her. Charakterizuje ho tah
1. a3
Zahájení se objevuje zřídka a bílý ho použije většinou z psychologických důvodů. Ačkoli tah a3 může být někdy užitečný, tak se jím bílý prakticky vzdává výhody prvního tahu.

## Historie
Zahájení použil Adolf Anderssen v roce 1858 v zápase proti Paulu Morphymu.

## Varianty
1. a3
- 1... e5
  - 2. d4 exd4 3. Dxd4 Jc6 4. Dd3 bílý hraje obrácenými barvami méně častou variantu Skandinávské obrany, kde se mu tah a3 navíc hodí
  - 2. c4 - přechází bílý do Anglické hry, jedná se o pozici Sicilské obrany obrácenými barvami s tahem a3, který bílému také není na škodu
- 1... Jf6 nebo 1... d5

Po těchto pokračováních se tah a3 ukazuje jako málo užitečný a černý má pohodlnou hru. Hraje-li bílý poté b4, hra přechází do Sokolského hry.